# Klamp
Klamp es un municipio situado en el distrito de Plön, en el estado federado de Schleswig-Holstein (Alemania). Tiene una población estimada, a finales de 2020, de 652 habitantes.
Forma parte de la colectividad municipal (en alemán, amt) de Lütjenburg. 
Está ubicado al este del estado, cerca de las ciudades independientes de Neumünster y Kiel, de la costa del mar Báltico y del canal de Kiel.